# 原暉之
原 暉之（はら てるゆき、1942年9月30日 - ）は、日本の歴史学者。北海道大学名誉教授。専門はロシア極東史。

## 略歴
- 1966年　東京大学文学部西洋史学科卒業
- 1968年　東京大学大学院社会学研究科修士課程修了
- 1971年　東京大学大学院社会学研究科博士課程単位取得退学
- 1971年　愛知県立大学外国語学部専任講師
- 1974年　愛知県立大学外国語学部助教授
- 1983年　愛知県立大学外国語学部教授
- 1987年　北海道大学スラブ研究センター（現・北海道大学スラブ・ユーラシア研究センター）教授
- 1989年　北海道大学スラブ研究センター長（1992年まで）
- 1997年　北海道大学附属図書館長（2001年まで）
- 2006年　北海道情報大学経営情報学部教授（2011年まで）
- 2007年　北海道情報大学副学長（2009年まで）

## 受賞歴
著書『ウラジオストク物語』で1999年度アジア・太平洋賞特別賞を受賞。

## 著書

### 単著
- 『シベリア出兵――革命と干渉 1917-1922』（筑摩書房、1989年）
- 『インディギルカ号の悲劇――1930年代のロシア極東』（筑摩書房、1993年）
- 『ウラジオストク物語――ロシアとアジアが交わる街』（三省堂、1998年）

### 共編著
- （藤本和貴夫）『危機の「社会主義」ソ連――スターリニズムとペレストロイカ』（社会評論社、1991年）
- （外川継男）『講座スラブの世界 (8)  スラブと日本』（弘文堂、1995年）
- （山内昌之）『講座スラブの世界 (2)  スラブの民族』（弘文堂、1995年）
- 編『日露戦争とサハリン島』（スラブ・ユーラシア叢書 北海道大学出版会、2011年）

### 訳書
- トロツキー『1905年』（現代思潮社、1969年）、のちオンデマンド版
  - 『わが第一革命　一九〇五年革命論文集』（同、1970年）、同上
- ルナチャルスキー『革命のシルエット』（筑摩書房、1973年）
- ジョン・リード『世界をゆるがした十日間』小笠原豊樹共訳（筑摩書房、1977年／ちくま文庫、1992年）